# Карашам
Карашам — село в Зеленодольском районе Татарстана. Входит в состав Русско-Азелеевского сельского поселения.

## География
Находится в западной части Татарстана, на левом притоке реки Кубня, в 40 км к юго-западу от районного центра - города Зеленодольска, в правобережной части района.

## История
В окрестностях села выявлен археологический памятник – Карашамские курганы (абашевская культура бронзового века).
В 1950 году вблизи села найден булгарский клад XIV – начала XV века из джучидских монет, золотых и серебряных украшений, коранницы и др. (всего 158 предметов, большая часть утрачена); хранится в Национальном музее РТ.
Село упоминается в первоисточниках с 1646 года.
В XVIII – первой половине XIX века жители относились к сословию государственных крестьян (из служилых татар). Традиционные занятия жителей в этот период – земледелие и разведение скота, также были распространены печной, плотничный, валяльно-войлочный, лесной промыслы.
В «Списке населенных мест по сведениям 1859 года», изданном в 1866 году, населённый пункт упомянут как казённая деревня Карашамы 1-го стана Свияжского уезда Казанской губернии. Располагалась при речке Карашаме, по правую сторону просёлочной дороги от Симбирского тракта к границе Цивильского уезда, в 34 верстах от уездного города Свияжска и в 22 верстах от становой квартиры в казённом селе Кильдеево (Троицкое). В деревне, в 61 дворе проживали 434 человека (207 мужчин и 227 женщин), была мечеть.
В начале XX века здесь действовали 2 мечети, медресе, 2 мелочные лавки. В этот период земельный надел сельской общины составлял 918 десятин.
До 1920 года село входило в Азелеевскую волость Свияжского уезда Казанской губернии. С 1920 года в составе Свияжского кантона ТАССР. С 14 февраля 1927 года в Нурлатском, с 1 февраля 1963 года в Зеленодольском районах.
В 1931 году в селе был организован первый колхоз, с 1994 года коллективное предприятие, с 2003 года в составе подразделения акционерного общества «Красный Восток Агро» (полеводство, молочное скотоводство).

## Население
| 1859 | 1897 | 1908 | 1920 | 1926 | 1938 | 1949 | 1958 | 1970 | 1979 | 1989 | 2002 | 2010 | 2017 |
| ---- | ---- | ---- | ---- | ---- | ---- | ---- | ---- | ---- | ---- | ---- | ---- | ---- | ---- |
| 434  | 639  | 1031 | 734  | 692  | 718  | 396  | 395  | 342  | 273  | 214  | 175  | 149  | 140  |

Национальный состав деревни — татары.

## Инфраструктура
Действуют дом культуры (с 1968 г.), библиотека, фельдшерско-акушерский пункт (с 2015 г.).

## Религия
Мечеть (с 2004 г.).